# Lacrima di Morro d’Alba
Lacrima di Morro d’Alba oder Lacrima di Morro (dt.: Die Träne von Morro d’Alba) ist ein Rotwein aus der italienischen Provinz Ancona, Region Marken. Der Wein besitzt seit 1985 eine „kontrollierte Herkunftsbezeichnung“ (Denominazione di origine controllata – DOC), die zuletzt am 7. März 2014 aktualisiert wurde.

## Anbau
Die Anbauzone umfasst vom Küstenstreifen abgewandte Hanglagen in den Gemeinden Morro d’Alba (namensgebend), Monte San Vito, San Marcello, Belvedere Ostrense, Ostra und Senigallia in der Provinz Ancona. Das Gebiet schließt dabei unmittelbar an die Appellation Verdicchio dei Castelli di Jesi an.
Das Gebiet erhielt den Status einer DOC um die Rebsorte und somit auch den schon seit langem bekannten Wein aufzuwerten und ihn vor dem gänzlichen Verschwinden zu schützen.
Im Jahr 2016 wurden von 217 ha rund 18.594 Hektoliter DOC-Wein hergestellt.

## Erzeugung
Der Wein muss zu mindestens 85 % aus der Rebsorte Lacrima gekeltert werden. Höchstens 15 % andere rote Rebsorten, die für den Anbau in der Region Marken zugelassen sind, dürfen zugesetzt werden. Der Lacrima di Morro wird auch als Passito oder mit dem Prädikat „Superiore“ hergestellt. Der „Superiore“ darf nicht vor dem 1. September des auf die Ernte folgenden Jahres vermarktet werden.
Spezifisch ist neben der Rebsorte auch das Herstellverfahren, das dem französischen Saignée-Verfahren gleicht. Zur Erhöhung der Konzentration des Weins, wird bei diesem Verfahren den Gärbehältern mit der Rotwein-Maische nach einigen Stunden oder Tagen ohne Pressung ein Teil des Mosts abgezogen. Dieser hat dann eine rötliche Farbe und wird zu Roséwein weiter vergoren. Dem Rotwein wird eine höhere Konzentration verleihen, da der Anteil der Farbstoffe und Tannine abgebenden Beerenhäute in der Maische steigt. Wegen des hohen Tanningehaltes müssen die Weine sorgfältig bereitet werden.

## Beschreibung
Gemäß Denomination:

### Lacrima di Morro d’Alba
- Farbe: klares rubinrot
- Geruch: angenehm, intensiv
- Geschmack: angenehm, weich, charakteristisch
- Alkoholgehalt: mindestens 11,0 Vol.-%, für „Superiore“ 12,0 Vol.-%
- Säuregehalt: mind. 4,5 g/l
- Trockenextrakt: mind. 20,0 g/l, für „Superiore“ 22,0 g/l